# Церковь Параскевы Пятницы в Охотном Ряду
Храм святой великомученицы Параскевы Пятницы в Охотном Ряду — несохранившийся православный храм в центре Москвы, на месте которого находится здание Государственной думы.
Первое упоминание о тогда ещё деревянной церкви, называемой церковью Параскевы Пятницы у Старых Поль, относится к 1406 году. С течением времени по соседству появились торговые ряды и церковь получила своё второе название — «что позади житного ряду». В 1686—1687 годах князь Василий Голицын на месте старой деревянной церкви построил высокий двухэтажный храм. Престол на первом ярусе храма освятили во имя св. Параскевы Пятницы, а на втором ярусе устроили церковь во имя Воскресения Господня, которую освятил сам патриарх Иоаким.
Образцом для украшения храма послужила церковь Воскресения Господня в Новом Иерусалиме. Восьмигранные барабаны церковных глав были полностью облицованы глазурованными изразцами «с растительным орнаментом». Известно, что формы для изразцов из монастыря в Новом Иерусалиме в 1695 году были привезены на двор к князю Голицыну. Длинный переход соединял церковь Параскевы Пятницы с палатами князя Голицына в Охотном ряду, возведёнными в 1685 году. После того, как князь попал в опалу и был отправлен в ссылку, Пётр I передал храм во владение грузинским князьям.
Московский пожар 1737 года сильно повредил Пятницкую церковь. Храм был восстановлен с новым декоративным убранством. Несмотря на недавнюю реконструкцию, в 1775 году его решили снести, чтобы устроить на этом месте площадь. Спасло церковь заступничество митрополита Платона, и храм продолжал действовать. В конце XVIII века к нему была пристроена колокольня. После победного окончания Отечественной войны 1812 года иждивением дворянского собрания в верхней части Пятницкой церкви были устроены два новых придела: св. Александра Невского и мученицы Екатерины (в честь императора и его сестры). В нижней Пятницкой церкви были также освящены два придела: во имя Николая Чудотворца и Иоанна Воина, а на церковной колокольне находился старинный колокол 1690 года. В 1876 году церковь перестроили по проекту архитектора Н. Н. Васильева.
Охотный ряд, в котором стояла Пятницкая церковь, был оживлённым торговым местом. В разные периоды времени здесь располагались Мучной, Житный, Солодовеный торговые ряды, а сама улица — Охотный ряд, была названа по ряду, в котором торговали дичью и битой птицей.
После революции 1917 года оставшиеся деревянные ряды снесли. В 1923 году начались обследование и реставрация палат Василия Голицына и церкви Параскевы Пятницы. В этих работах принимал участие архитектор и реставратор П. Барановский. В 1926 году церковь Параскевы Пятницы отреставрировали, но в 1928 году её было решено снести. Несмотря на заступничество академика Игоря Грабаря, не уцелели и Голицынские палаты.
В 1919 году в церковь Параскевы Пятницы в Охотном Ряду был назначен и прослужил до своей мученической кончины Александр Заозерский, в 2000 году причисленный к лику святых как священномученик для общецерковного почитания.
В 1932—1935 годах на месте церкви по проекту архитектора А. Я. Лангмана выстроили здание Совета Труда и Обороны.